# Наута, Кейт
Кейт Наута (англ. Kate Nauta; род. 29 апреля 1982, Сейлем) — американская фотомодель, актриса и певица.

## Биография
Кейт Линн Наута родилась 29 апреля 1982 года в Сейлеме, штат Орегон, США. Выросла в Вудберне, где жила до 2000 года.
Начала карьеру модели в 15 лет. В 17 лет она стала победительницей американского конкурса «Elite Model Look», и в 1999 году участвовала в финале в Ницце, Франция. Позировала для Versace, L'Oréal, DKNY, Abercrombie & Fitch, Motorola. Снялась в 3 рекламных роликах Mercedes-Benz: C-Class купе (Drive & Seek) и C63 AMG купе (2 версии).
Актёрский дебют Кейт состоялся в 2005 году в фильме «Перевозчик 2», для которого она также записала 2 песни — «Revolution» и «Brilliant Mistake». Затем снималась в фильмах «План игры», «Хороший парень» и других.
В 2014 году начала запись своего дебютного альбома с продюсером Ленни Кравицем. Участвовала в записи песни «Name Game (Remember)» группы «Naughty by Nature».
В августе 2014 года Кейт была помолвлена с дизайнером Робертом Маккинли. Пара живёт в Монтоке.

## Фильмография
| Год  |     | Русское название         | Оригинальное название | Роль            |
| ---- | --- | ------------------------ | --------------------- | --------------- |
| 2005 | ф   | Перевозчик 2             | Transporter 2         | Лола            |
| 2007 | ф   | План игры                | The Game Plan         | Татьяна         |
| 2009 | ф   | Хороший парень           | The Good Guy          | Синтия          |
| 2009 | ф   | Бар                      | The Bar               | женщина         |
| 2009 | с   | Клиника страха           | Fear Clinic           | Джеки           |
| 2009 | ф   | Ужас на глубине 9 миль   | Nine Miles Down       | Джей Си         |
| 2010 | ф   | Сомнамбулист             | The Somnambulist      | медсестра Мэри  |
| 2011 | ф   | Выбор киллера            | Choose                | Дженна Марлоу   |
| 2011 | кор | Поездка и поиск          | Drive & Seek          | мисс Ноттхэм    |
| 2012 | кор | Эдем                     | Eden                  | Вайолет Уитакер |
| 2012 | кор | Восход Аполлона          | Apollo Rising         | блудница        |
| 2012 | ф   | Стенка на стенку         | Five Hours South      | Фиона           |
| 2012 | ф   | Паранормальное похищение | Paranormal Abduction  | медсестра Мэри  |
| 2013 | ф   | Горные акулы             | Avalanche Sharks      | Диана           |
| 2013 | ф   | Кто-то, чтобы любить его | Someone to Love       | Кайла           |
| 2014 | ф   | 37                       | 37                    | Дени            |